# 엘즈미어섬
엘즈미어섬(Ellesmere Island)은 세계에서 10번째로 큰 섬으로, 캐나다에서는 세 번째이다. 면적은 196,235 km2이고 인구는 168 명(2001년)이다. 누나부트 준주에 속한다. 섬의 절반 가량이 빙하와 얼음으로 덮여 있다.
엘즈미어에는 얼러트, 유레카, 그리스 피오르드의 세 마을이 있으며, 이중 얼러트는 세계에서 가장 북쪽에 세워진 정착지이다.

## 같이 보기
- 그린란드